# L'Oiseau migrateur
L'Oiseau migrateur est un tableau réalisé par le peintre espagnol Joan Miró le 26 mai 1941. Cette gouache et huile sur papier représente un oiseau migrateur. Elle est conservée dans une collection particulière

## Expositions
- Miró : La couleur de mes rêves, Grand Palais, Paris, 2018-2019 — n°69.